# Phanoxyla velata
Phanoxyla velata är en fjärilsart som beskrevs av George Francis Hampson 1892. Phanoxyla velata ingår i släktet Phanoxyla och familjen svärmare. Inga underarter finns listade i Catalogue of Life.